# Église Saint-Symphorien de Meaulne
L'église Saint-Symphorien est une église située sur la commune de Meaulne-Vitray, dans le département de l'Allier, en France.

## Historique
L'édifice est inscrit au titre des monuments historiques en 1991.

## Description

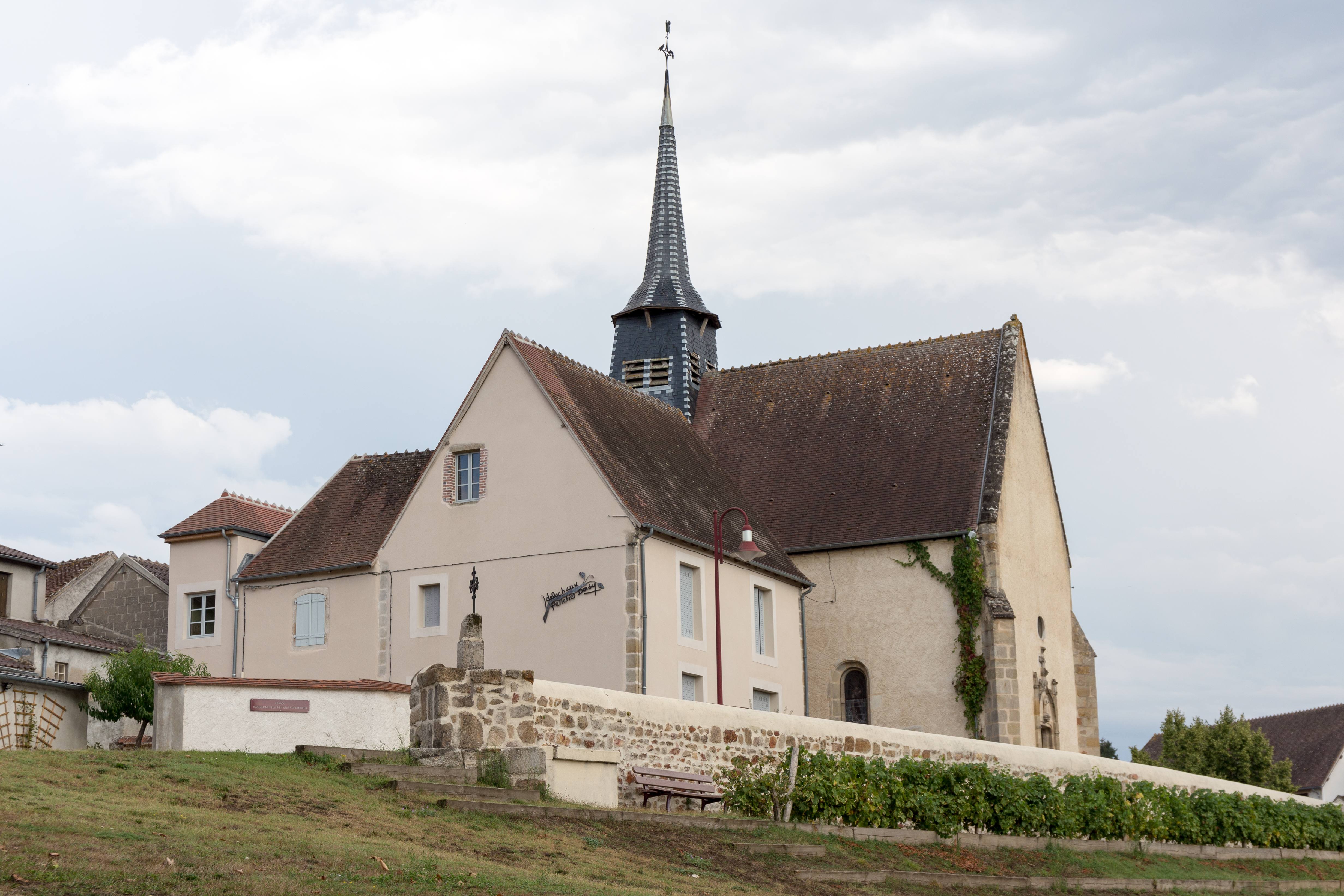
L'église vue de la place de la Fontaine.
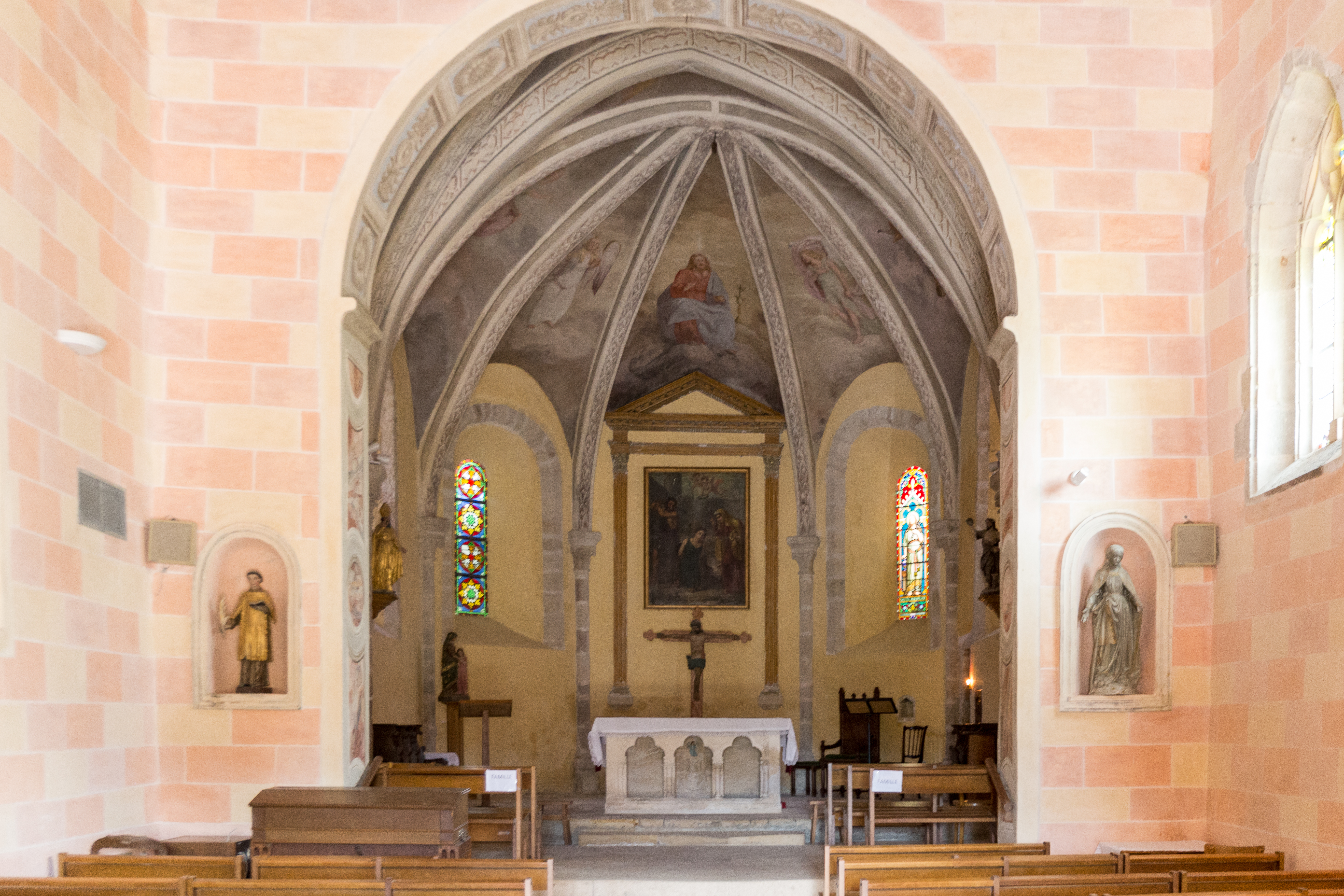
L'intérieur vu de la nef.
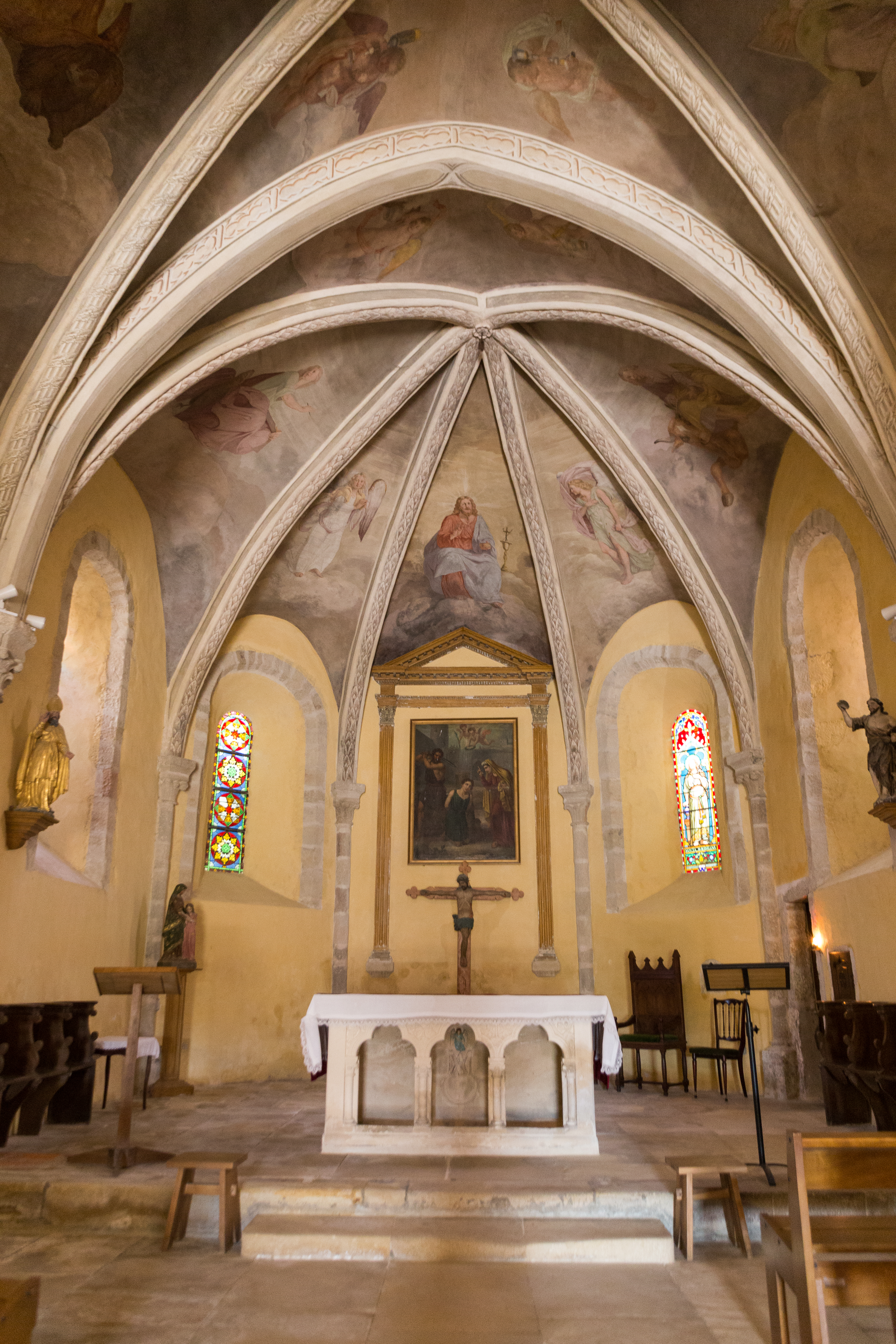
Le chœur.